# I Giacobini (miniserie televisiva)
I Giacobini è uno sceneggiato televisivo della RAI del 1962, diretto da Edmo Fenoglio e basato sull'omonimo dramma teatrale di Federico Zardi, anche curatore della riduzione televisiva.
È considerato uno sceneggiato perduto.

## Produzione
Si trattò, all'epoca, della più grande produzione realizzata dalla televisione italiana, con un costo intorno ai 300 milioni di lire del tempo e un cast, tra attori e comparse, fin lì mai così ricco per una produzione destinata al piccolo schermo. Il tutto per 6 puntate da 90 minuti l'una, in onda in diretta dall'11 marzo al 15 aprile 1962 sul Programma Nazionale, definite dal protagonista Serge Reggiani come «il più grande successo in Europa da quando è nata la televisione».
Gli inni della rivoluzione (La Marsigliese, La Carmagnola, Ça ira) e quattro canzoni scritte dal maestro Gino Negri per la rappresentazione teatrale del 1957 erano interpretate dalla cantante francese Rosalie Dubois.

## Personaggi e interpreti
Il «cast all stars» dello sceneggiato vede Serge Reggiani nei panni di Maximilien de Robespierre, Alberto Lupo in quelli di Camille Desmoulins, e Sylva Koscina nel ruolo di Lucile Duplessis. Gli altri ruoli principali sono ricoperti da Carlo Giuffré, Valeria Ciangottini, Warner Bentivegna, Franco Volpi e Lia Zoppelli. Tra gli attori secondari figurano Carlotta Barilli, Mara Berni, Tino Bianchi, Giancarlo Cobelli, Sandro Merli, Davide Montemurri, Vira Silenti e Otello Toso.

## Accoglienza
Lo sceneggiato venne accolto in maniera assolutamente positiva dal pubblico. Per quanto concerne i suoi interpreti, su tutti venne lodata l'interpretazione del protagonista, l'italo-francese Serge Reggiani, di fatto una scoperta per gli spettatori della penisola – il quale aveva lasciato la natìa Reggio Emilia da bambino, al seguito della famiglia, durante gli anni del fascismo –, e capace di tratteggiare un Maximilien de Robespierre «insieme gelido e umanissimo»; degna di nota risultò anche l'interpretazione di Warner Bentivegna, il quale diede vita a un Louis Antoine de Saint-Just «perfetto». Dal punto di vista della sceneggiatura, sorprese non poco il successo presso la massa di un testo, all'apparenza, molto difficile da seguire: il complicato intreccio storico messo in scena, al contrario, appassionò oltre ogni aspettativa il pubblico – forse anche per via di marcati riferimenti alla realtà politica italiana del tempo.
Proprio questo ultimo aspetto, originò il maggior spunto di discussione su I Giacobini: in uno scenario globale qual era quello dei primi anni 1960, ormai in piena guerra fredda, e con l'Italia saldamente in mano alla Democrazia Cristiana, per la prima volta la RAI mostrò al pubblico uno sceneggiato «in pratica tutto schierato a sinistra e dal quale Robespierre non esce più come un mostro sanguinario ma come un Che Guevara della ragione». A questo si aggiunsero gli apprezzamenti che proprio il maggiore esponente italiano di questa posizione politica, il Partito Comunista, riservò a I Giacobini – e per la prima volta, di riflesso, verso un prodotto televisivo –: oltre agli elogi dell'Unità, che presentò l'opera di Zardi come «impregnata di una concezione democratica e storicistica della rivoluzione, laddove il feuilleton d'appendice [...] era [fin lì] improntato ad un ridicolo, anacronistico, legittimismo», successivamente dalle pagine di Rinascita il segretario generale comunista Palmiro Togliatti parlò di uno sceneggiato che «per la prima volta portava la rappresentazione della rivoluzione nelle case degli italiani», facendone «un grande fatto della cultura nazionale».
Tale situazione, ha probabilmente contribuito alla controversa fine de I Giacobini: dopo essere stato replicato nel 1963, infatti, questo scomparve dagli archivi RAI. Seppur all'epoca vi fosse una «scarsa cultura della memoria» che portò alla perdita di numeroso materiale relativo agli albori della televisione italiana, negli anni seguenti ottenne sempre più credito la tesi secondo cui i nastri dello sceneggiato fossero stati fatti sparire da qualche funzionario RAI vicino agli ambienti democristiani. Il solo audio delle sei puntate è stato recuperato nel 2012, grazie a uno spettatore che lo registrò all'epoca e che lo ha donato all'emittente di Stato.